# Polidipsia
La polidipsia (composto del gr. πολύς, «molto», e δίψα, «sete») è uno stato di sete intensa che porta il paziente a ingerire notevoli quantità di liquidi.

## Eziologia
La polidipsia può essere primitiva, per coinvolgimento del centro cerebrale della sete, oppure secondaria, a causa del calo della quantità di acqua presente nell'organismo.

### Polidipsia primitiva
Nel caso di polidipsia primitiva, le cause possono essere cerebrali, come ad esempio lesioni del diencefalo oppure psichiatriche, e in questo caso si parla di polidipsia psicogena.

### Polidipsia secondaria
Nel caso di polidipsia secondaria, le cause consistono in un'aumentata perdita di acqua avvenuta attraverso la cute, le urine o l'apparato gastroenterico. Fa parte del corredo sintomatologico del diabete, in parte a causa dell'aumento di volume delle urine per l'effetto osmotico esercitato dal glucosio che non riesce a essere riassorbito dal rene essendo i suoi trasportatori già tutti saturati, in parte per l'incremento dell'osmolarità plasmatica secondaria all'aumento di concentrazione del glucosio stesso e di altri metaboliti osmoticamente attivi.
La polidipsia è uno dei fattori fisiopatologici che determinano iponatriemia.